# Бургвальде
Бургвальде (нім. Burgwalde) — громада в Німеччині, розташована в землі Тюрингія. Входить до складу району Айхсфельд. Складова частина об'єднання громад Ганштайн-Рустеберг.
Площа — 4,96 км2. Населення становить 228 ос. (станом на 31 грудня 2021).

## Географія
Бургвальде розташований приблизно за 6 км на північний захід від районного центру Гайлігенштадт. Сусідні населені пункти: Шахтебіх на півночі, Штайнгойтероде на південному сході, Шьонау на півдні та Рустенфельде на заході. Транспортно село доступне через земельну дорогу 2005 та окружну дорогу 104. Безпосередньо на північ від села проходить федеральна автомагістраль 38 із під'їздом біля Аренсгаузена.
Населений пункт розташований у пейзажі пагорбів із кольорового пісковика в середній частині Айхсфельду. Через село протікає річка Швобах, яка впадає в Лайне на південь від Шьонау. Декілька невеликих приток впадають у Швобах і формують ландшафт із долинами та пологими пагорбами. Навколишні висоти включають Дер-Кнік на північному заході (298 м), Мюльберг (290 м) на північному сході, Кессенберг (278 м) та плато Ауф-дем-Брінк (296 м) на південному заході. Найвища точка в межах громади розташована в лісовій місцевості Нойн-Грюнд на висоті 327,9 м на межі з Менгельроде.

## Галерея

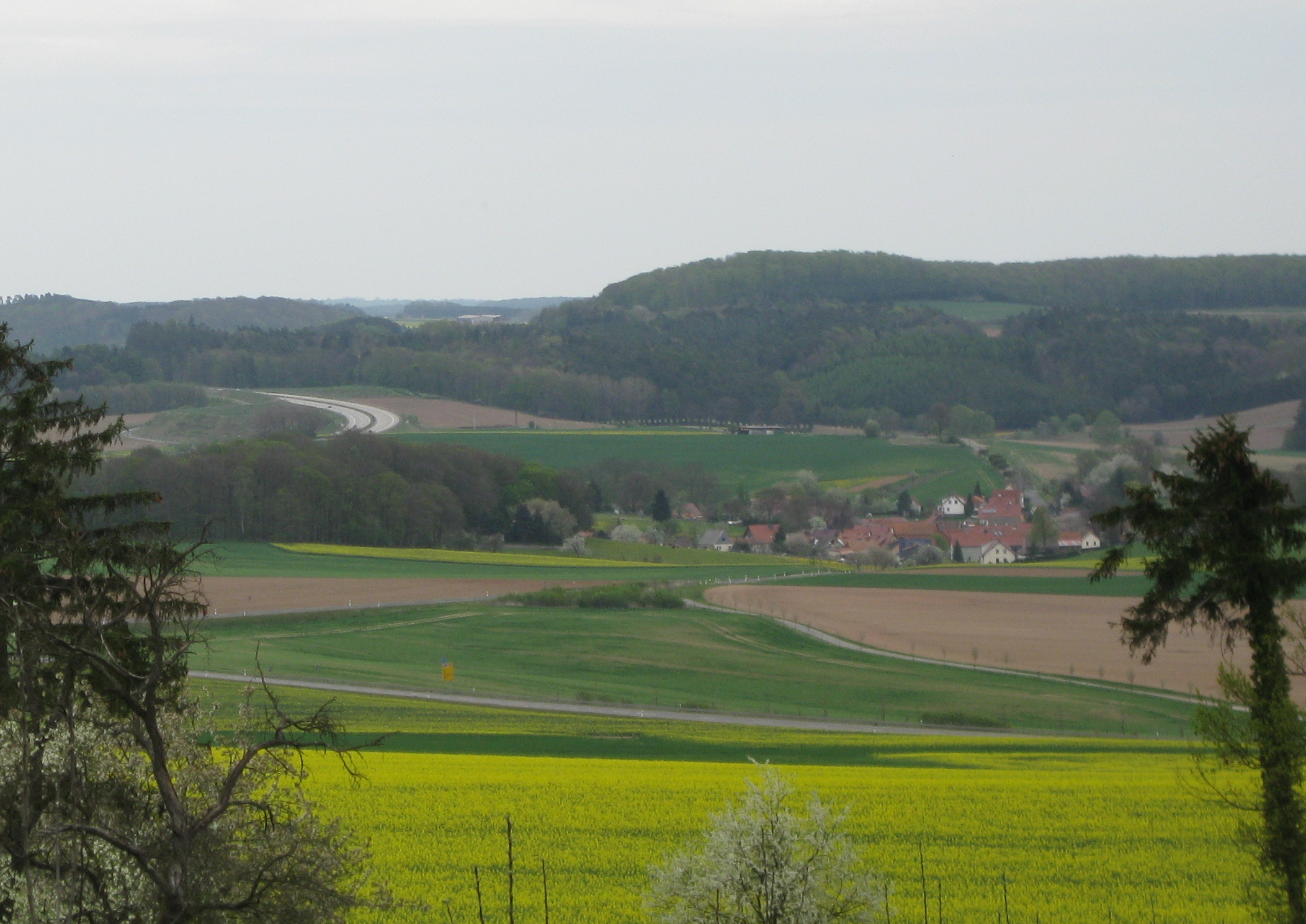
links
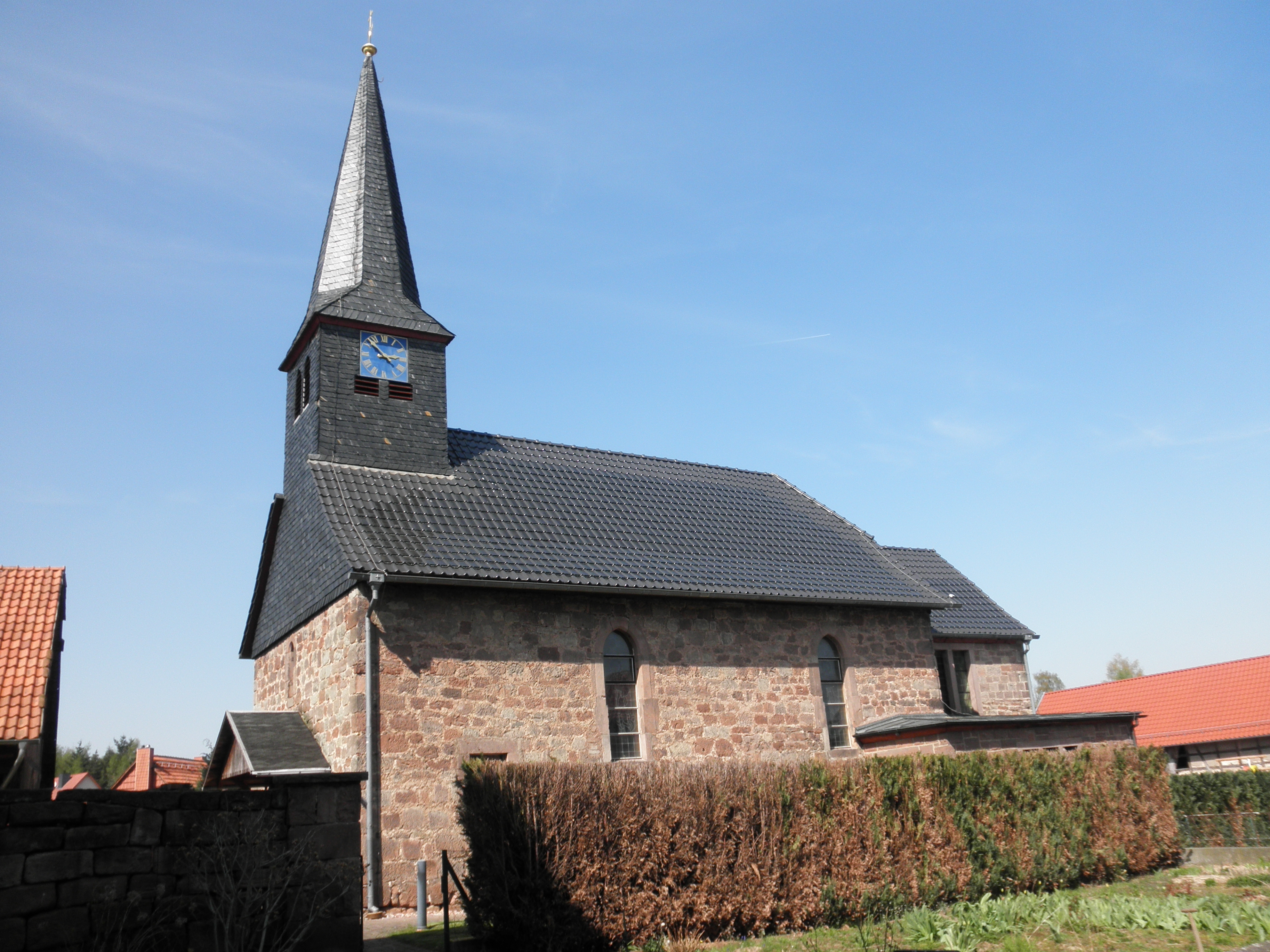